# 泊岸駅
泊岸駅（とまりきしえき）は、かつて樺太敷香郡泊岸村に存在した鉄道省樺太東線および日鉄鉱業泊岸炭鉱専用鉄道の駅である。

## 歴史
- 1936年（昭和11年）8月30日 - 樺太鉄道南新問駅 - 敷香駅間(43.0km)延伸開業により設置。
- 1938年1月：日鉄鉱業泊岸炭鉱専用鉄道が開業[1]。
- 1941年（昭和16年）4月1日 - 樺太鉄道の国有化により、樺太庁鉄道東海岸線の駅となる。
- 1943年（昭和18年）4月1日 - 南樺太の内地化にともない、鉄道省（国有鉄道）に編入。
- 1945年（昭和20年）8月 - ソ連軍が南樺太へ侵攻、占領し、駅も含め全線がソ連軍に接収される。
- 1946年（昭和21年）
  - 2月1日 - 日本の国有鉄道の駅としては、書類上廃止。
  - 4月1日 - ソ連国鉄に編入。ロシア語駅名は「ヴァフルシェフ サハリンスキー」。

## 運行状況
- 1945年現在、鉄道は上り元泊駅行き2本と白浦駅行きと大泊駅行きと大泊港駅行き各1本であった。下りは敷香駅行きが4本と上敷香駅行きが1本であった。

現在はポロナイスク駅、チーハヤ駅発着の1往復、ユジノサハリンスク駅、ノグリキ駅発着の特急1往復のみ停車する。

## 駅周辺
- 泊岸村役場
- 京都帝国大学演習林

## 隣の駅
鉄道省樺太鉄道局
樺太東線
新問駅 - 泊岸駅 - 内路駅
日鉄鉱業泊岸炭鉱専用鉄道
泊岸駅 - 楠山駅